# フリーデヴァルト (ヘッセン)
フリーデヴァルト (ドイツ語: Friedewald)はドイツ連邦共和国ヘッセン州カッセル行政管区のヘルスフェルト＝ローテンブルク郡に属す町村（以下、本項では便宜上「町」と記述する）である。この町はバート・ヘルスフェルトのすぐ東側に位置している。

## 地理

### 位置
この町は、クッペルンレーンとゾイリングスヴァルトとの境界地域に位置している。フリーデヴァルトはフルダ川とヴェラ川との分水域に当たる。フリーデヴァルト集落は、レーン山地最北の支脈に含まれるドライエンベルクの北、ゾイリングスヴァルトで最も高いトーター・マンの南に位置している。

### 隣接する市町村
フリーデヴァルトは、北はロンスハウゼンおよびヴィルデック、東はヘーリンゲンおよびフィリップスタール、南東はホーエンローダ、南はシェンクレングスフェルト、西はバート・ヘルスフェルトおよびルートヴィヒスアウ（いずれもヘルスフェルト＝ローテンブルク郡）と境を接している。

### 自治体の構成
この町は、中核地区の他、ヒラーツハウゼン、ラウテンハウゼン、モッツフェルトからなる。

## 歴史

### 19世紀以前
アムト・フリーデヴァルトは1392年（市場開催権と裁判権）に、フリーデヴァルト集落は1430年に初めて文献に記録されている。修道院長の城が1302年以前にすでに設けられており、ヘルスフェルト修道院のレーエンとしてヘッセン方伯に委託されていた。この城はおそらく、フランクフルトからライプツィヒに至る交易路クルツェ・ヘッセンを管理するために建設されたと考えられる。

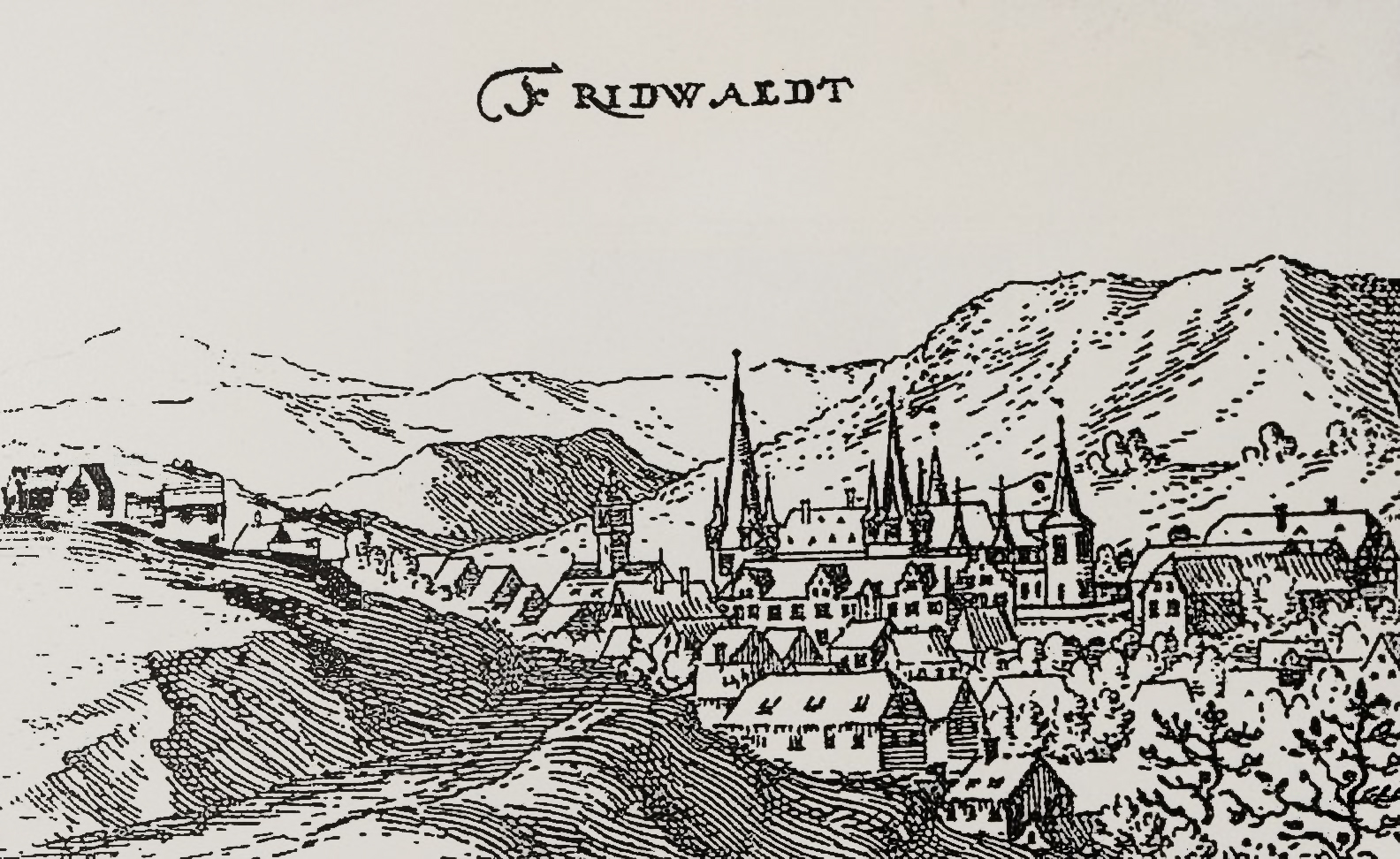
1605年にヴィルヘルム・ディリヒによって制作されたフリーデヴァルトのスケッチ

この城は1472年に取り壊され、ハインリヒ3世方伯はここに建築家ハンス・ヤーコプ・エッティンゲンに水城フリーデヴァルト城を建設させた。この城は狩りの際の滞在地として用いられた。1551年10月5日、フランスとシュマルカルデン諸侯との間でヘッセン方伯フィリップを皇帝の監獄から解放する協定がここで締結された。4つの隅塔をもつフリーデヴァルト城は1762年に破壊された。この城館は常にこの集落の中心であり、町の象徴である。
ナポレオンのヴェストファーレン王国時代（1807年 - 1813年）には、フリーデヴァルトはフリーデヴァルト小郡の主邑であり、治安裁判所の所在地であった。

### 町村合併
1971年12月31日、それまで独立していたヒラーツハウゼンとラウテンハウゼンが合併した。1972年8月1日にモッツフェルトがこれに加わった。

## 行政

### 議会
フリーデヴァルトの町議会は、15議席からなる。

### 首長
ディルク・ノル (SPD) は2012年9月16日の選挙で、67.2 % の票を獲得して町長に選出された。

### 紋章
図柄: 赤地に、鋸壁を持つ城の銀のシルエット。その前景に3段の水盤を持つ泉の黒いシルエット。紋章頂部に銀色の、4枚の実を付けたオークの葉。

## 経済と社会資本

### 交通
この町は、連邦アウトバーン A4号線（インターチェンジ No. 33）沿いに位置している。さらに、バート・ヘルスフェルトからバート・ザルツンゲンに至る連邦道 B62号線がこの町を通っている。公共旅客近郊交通は、ÜWAG バス会社 GmbH の 330、331、345番路線とヴァルトブルク郡交通会社 mbH の 300番路線が利用できる。

### 地元企業
2009年初め、ヘルメス（流通会社）は、18,000 m2 の建物を持つ敷地面積 100,000 m2 におよぶ最新の HUB（中心配送基地）を改行した。この他にシェンカー・ドイチュラント AG はヨーロッパで最も効率の良い HUB を運営している。これは、シェンカーにとって、特にドイツ国内の小口貨物配送に中心的な重要性を持っている。

## 文化と見所

### 博物館
フリーデヴァルト郷土博物館は、城の外郭の厩舎にある。

### 建物

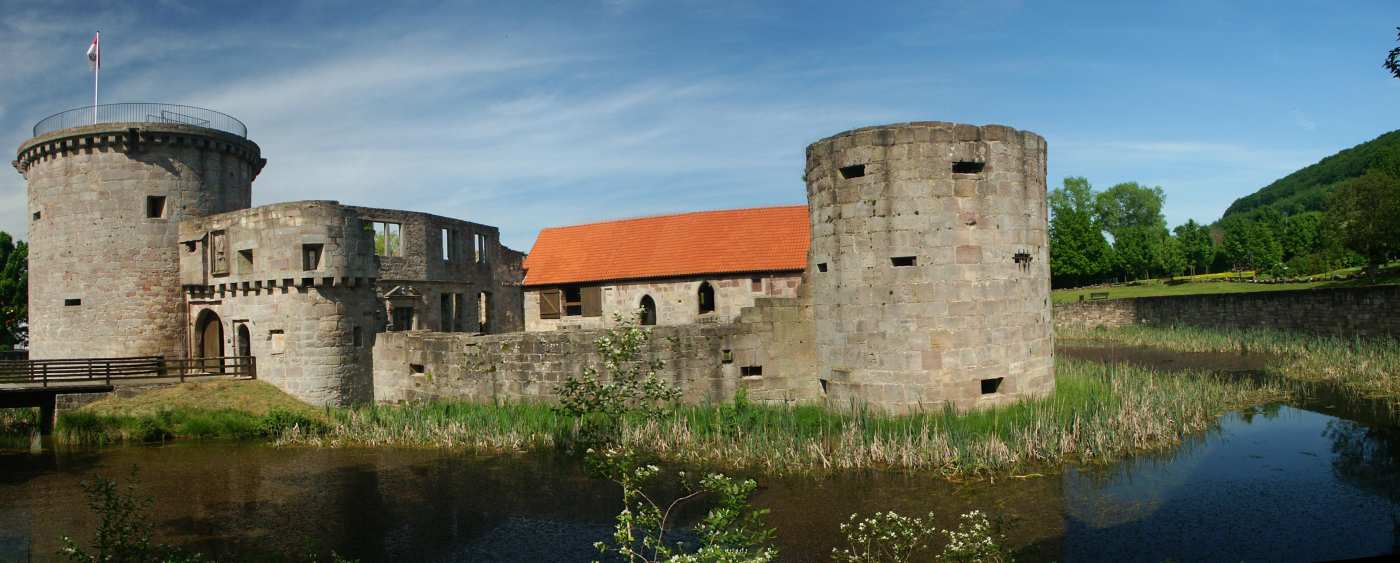
フリーデヴァルト城趾

- 水城フリーデヴァルト城趾。フリーデヴァルト砂岩製の4つの見張り塔を持つ。15世紀にヘッセン方伯によって建設された。外郭は1600年頃の建造である。
- 城館庭園の中央にバロック様式の三段水盤を持つ泉がある。
- 「ツォルシュトック」: ヘッセン、テューリンゲン、グラープフェルトの境界を示す柱で、1306年以降ずっと存在している。
- ナーデルエール。1579年に初めて記録されている。当時は洞の空いたオークの木で、そこを這って通ることで治療効果があると信じられていた。おそらく16世紀後期に枯死した木が門型の石造物に置き換えられた。
- 4つの福音主義教会（フリーデヴァルト、モッツフェルト、ラウテンハウゼン、ヒラーツハウゼン）
- 廃村になったゴッセルンドルフ集落のギースリング教会の塔の遺構
- 廃村になったヴァルトラーデベルク集落のヴァルタース教会跡
- ドリーゲンブルクの監視塔跡
- 彫刻家アルノルト・レヒベルク作の1914年 - 1918年戦争記念碑[8]

- 城館庭園中央の三段水盤の泉
- ナーデルエール
- フリーデヴァルトの福音主義教会
- ギースリング教会の塔の遺構

### 公園と自然文化財
- ハムンデスアイヒェ（廃村になったハムンデ集落のオークの木）[9]